# 5th Street
5th Street – naziemna stacja niebieskiej linii metra w Los Angeles znajdująca się na platformie na Long Beach Boulevard w pobliżu skrzyżowania z 5th Street w mieście Long Beach. Jest to stacja położona na pętli ulicznej na południowym krańcu linii, obsługuje tylko tramwaje jadące w kierunku południowym.

## Godziny kursowania
Tramwaje kursują codziennie od około godziny 5:00 do 0:45

## Połączenia autobusowe
- Metro Local: 60 (kursuje tylko późną nocą i wczesnym rankiem), 232